# Vassvägstekel
Vassvägstekel (Anoplius caviventris) är en stekelart som först beskrevs av Aurivillius 1907.  Vassvägstekel ingår i släktet Anoplius, och familjen vägsteklar. Enligt den finländska rödlistan är arten nära hotad i Finland. Arten är reproducerande i Sverige. Artens livsmiljö är myrar.